# Principio di combinazione di Ritz
Il principio di combinazione di Ritz (o principio di combinazione di Rydberg-Ritz) è una teoria proposta nel 1908 da Walther Ritz secondo la quale il numero d'onda di qualsiasi riga spettrale è dato dalla differenza tra due termini. Quando fu proposta era una regola empirica senza fondamenti teorici.
Il principio si basava sulla formula di Rydberg per l'atomo d'idrogeno:
{\displaystyle {\frac {1}{\lambda }}=R_{H}\left({\frac {1}{n^{2}}}-{\frac {1}{m^{2}}}\right)}
dove:
- λ lunghezza d'onda della radiazione emessa
- RH costante di Rydberg dell'idrogeno, pari a circa (1,097 x 107) m-1
- n ed m numeri interi positivi con m > n

I due termini, la cui differenza dà una riga spettrale, rappresentano i livelli energetici atomici della transizione.
Si può generalizzare l'equazione di Rydberg per elementi diversi dall'idrogeno tramite la formula di Rydberg-Ritz:
{\displaystyle {\frac {1}{\lambda }}=R_{M}\left[{\frac {1}{(n+a)^{2}}}-{\frac {1}{(m+b)^{2}}}\right]}
con:
- {\displaystyle R_{M}} costante di Rydberg per un dato elemento chimico
- a e b parametri caratteristici di ogni elemento (per l'idrogeno, a e b sono pari a 0)

Ogni elemento chimico ha la propria costante di Rydberg {\displaystyle R_{M}}. Per tutti gli atomi idrogenoidi (ossia quelli con un solo elettrone sull'orbita più esterna), {\displaystyle R_{M}} può essere derivato dalla costante di Rydberg "all'infinito" (per un nucleo infinitamente pesante), come segue:
{\displaystyle R_{M}={\frac {R_{\infty }}{1+m_{e}/M}}}
dove:
- {\displaystyle M} massa del suo nucleo atomico
- {\displaystyle m_{e}} massa dell'elettrone

Ad esempio, per l'atomo d'idrogeno
{\displaystyle R_{H}={\frac {R_{\infty }}{1+m_{e}/m_{p}}}={\frac {R_{\infty }}{1+1/1836}}=0,999\,455\,634\,R_{\infty }}
con {\displaystyle m_{p}} massa del protone.
La costante di Rydberg "all'infinito" (CODATA, 2014) vale
{\displaystyle R_{\infty }={\frac {m_{e}e^{4}}{(4\pi \varepsilon _{0})^{2}\hbar ^{3}4\pi c}}={\frac {m_{e}c^{2}e^{4}}{(4\pi \varepsilon _{0})^{2}(\hbar c)^{3}4\pi }}={\frac {m_{e}c^{2}\alpha ^{2}}{2hc}}={\frac {m_{e}e^{4}}{8\varepsilon _{0}^{2}h^{3}c}}=1.097\,373\,156\,850\,8(65)\times 10^{7}\,\mathrm {m} ^{-1}}
dove:
- {\displaystyle \hbar } costante di Planck ridotta
- {\displaystyle m_{e}} massa dell'elettrone
- {\displaystyle e} carica elementare
- {\displaystyle c} velocità della luce nel vuoto
- {\displaystyle \varepsilon _{0}} costante dielettrica del vuoto
- α costante di struttura fine